# Taeniophyllum recurvirostrum
Taeniophyllum recurvirostrum är en orkidéart som beskrevs av Johannes Jacobus Smith. Taeniophyllum recurvirostrum ingår i släktet Taeniophyllum och familjen orkidéer. Inga underarter finns listade i Catalogue of Life.